# Zdenko Verdenik
Zdenko Verdenik, slovenski nogometaš in trener, * 2. maj 1949, Ptuj.
Verdenik je treniral klube NK Olimpija, FK Austria Wien, JEF United Ichihara, Nagoja Grampus Eight in Vegalta Sendai.
Kot selektor je med letoma 1993 in 1994 vodil slovensko reprezentanco do 21 let, med letoma 1994 in 1997 pa slovensko člansko reprezentanco.
Je tudi redni profesor na Fakulteti za šport v Ljubljani. 